# South Carolina Stingrays
A South Carolina Stingrays egy amerikai jégkorongcsapat a Dél-Karolina-i North Charlestonban. A csapat 1993-as alapítása óta az ECHL-ben játszik, azon belül a keleti főcsoportnak a déli divíziójában. A klub a 10 537 férőhelyes North Charleston Coliseumban játszik. A csapat partnerszerződésben áll a National Hockey League-ben szereplő Washington Capitals-zal, illetve az American Hockey League-ben szereplő Hershey Bears-zel.

## Története
A csapatot 1993-ban alapították.

## Helyezések
Kelly-kupa: 1996-97, 2000-01, 2008-09